# آ ماديروية
آ ماديروية (الاسم العلمي: Aa maderoi) هو نوع، في جنس آ، وضع التسمية العلمية  رودولف شليتشتر، وذلك في  1920.